# Teklin (powiat tomaszowski)
Teklin – wieś w Polsce położona w województwie łódzkim, w powiecie tomaszowskim, w gminie Żelechlinek.
W latach 1975–1998 miejscowość należała administracyjnie do województwa piotrkowskiego.
W 2011 roku wieś Teklin zamieszkiwały 34 osoby.